# Dekanat żarnowski
Dekanat żarnowski – jeden z 29 dekanatów w rzymskokatolickiej diecezji radomskiej. 

## Parafie
- Parafia św. Anny w Bedlnie
- Parafia Miłosierdzia Bożego w Chełstach
- Parafia Świętych Apostołów Piotra i Pawła w Dąbrowie nad Czarną
- Parafia Niepokalanego Serca Najświętszej Maryi Panny w Machorach
- Parafia św. Łukasza w Skórkowicach
- Parafia św. Geroncjusza i Wniebowzięcia Najświętszej Maryi Panny w Sławnie
- Parafia Przemienienia Pańskiego w Wielkiej Woli
- Parafia św. Andrzeja Apostoła w Wójcinie
- Parafia św. Michała Archanioła w Zachorzowie
- Parafia św. Mikołaja w Żarnowie